# James Durkin
Pour les articles homonymes, voir Durkin.
James Durkin (21 mai 1876 – 12 mars 1934) est un acteur canadien et américain de théâtre et de cinéma, également réalisateur.

## Biographie
Né à Québec en 1876, il fait ses études à Toronto. Il se marie en 1909 avec l'actrice Maude Fealy, avec qui il crée la Fealy Durkin stock company qui rencontre un certain succès. Il se produit pendant 30 ans sur scène, et en particulier à Broadway dans Julie Bonbon avec George Pauncefort, The Barrier, Welcome to Our City avec Maclyn Arbuckle et Mary Duncan, Success et Robert E. Lee avec Alfred Lunt.

## Filmographie
- 1913 : The Junior Partner - The Junior Partner
- 1914 : Pawns of Fate
- 1914 : The Chasm  - The Burglar
- 1930 : Shadow of the Law - Prison Warden
- 1931 : L'Attaque de la caravane (Fighting Caravans - (non crédité)
- 1931 : The Conquering Horde (en)  - Amos Corley
- 1931 : Bare Knees
- 1931 : Gun Smoke  - J.K. Horton
- 1931 : The Vice Squad  Second Magistrate
- 1931 : Une tragédie américaine - (non crédité)
- 1931 : Alexander Hamilton  - Second Ex-Soldier (non crédité)
- 1931 : Flying High  - Mr. Rankin - Detective (non crédité)
- 1931 : Nice Women (en) - Mr. Girard
- 1931 : The Secret Witness (en) de Thornton Freeland - Detective (non crédité)[3]
- 1931 : The House of Mystery (1931, Short)[4] - John Craig
- 1932 : South of the Rio Grande  - Señor Ruiz
- 1932 : Shopworn  - District Attorney
- 1932 : Scarface - Newspaper Man (non crédité)
- 1932 : Wild Girl - Madison Clay (non crédité)
- 1932 : Si j'avais un million - Glidden Associate (non crédité)
- 1933 : Song of the Eagle - Businessman / Customer (non crédité)
- 1933 : The Big Cage (en) - Silas Warner
- 1933 : Secret of the Blue Room (en)[5] - Kruger, the commissioner's assistant
- 1933 : The Power and the Glory- Board of Directors (non crédité)
- 1933 : Devil's Mate - Warden
- 1933 : The Perils of Pauline - Prof. Hargrave
- 1934 : This Side of Heaven Raymond - Company Man (non crédité)
- 1934 : Heat Lightning[6] - The Sheriff
- 1934 : Uncertain Lady (en) - Mr. Weston (replaced by C. Montague Shaw) (scènes coupées)
- 1934 : Glamour - Doctor (non crédité)
- 1934 : L'Homme de quarante ans - Detective (non crédité)
- 1934 : The Vanishing Shadow[7] - Prof. Carl Van Dorn

## Réalisateur
- 1913 : Peggy's Invitation
- 1914 : When the Wheels of Justice Clogged
- 1914 : Remorse
- 1914 : The Outlaw's Nemesis
- 1914 : Jean of the Wilderness
- 1914 : Old Jackson's Girl
- 1914 : The Chasm
- 1914 : Pawns of Fate
- 1914 : The Adventures of a Good Fellow
- 1915 : The Celebrated Scandal (en)
- 1915 : Big Brother Bill
- 1915 : The Running Fight (en)
- 1915 : The Incorrigible Dukane (en)
- 1915 : The Mummy and the Hummingbird (en)
- 1916 : The Clarion[8]
- 1916 : Who Killed Simon Baird? (1916)
- 1916 : The Red Widow[9]